# Aleuroclava
Aleuroclava är ett släkte av insekter som beskrevs av Singh 1931. Aleuroclava ingår i familjen mjöllöss.
Släktet innehåller bara arten Aleuroclava similis.